# Powstanie Dakotów (1862)
Powstanie Dakotów (zwane też wojną Santee lub wojną Małego Kruka) miało miejsce w roku 1862 w stanie Minnesota w USA.
Walki kosztowały życie około 500–800 cywilów. Dokładne straty Indian nie są znane, wiadomo natomiast o masowej egzekucji 38 Dakotów już po zakończeniu konfliktu, będącej największą egzekucją w dotychczasowej historii Stanów Zjednoczonych. Powstanie to zapoczątkowało całą serię walk pomiędzy Amerykanami a Dakotami.

## Przyczyny powstania

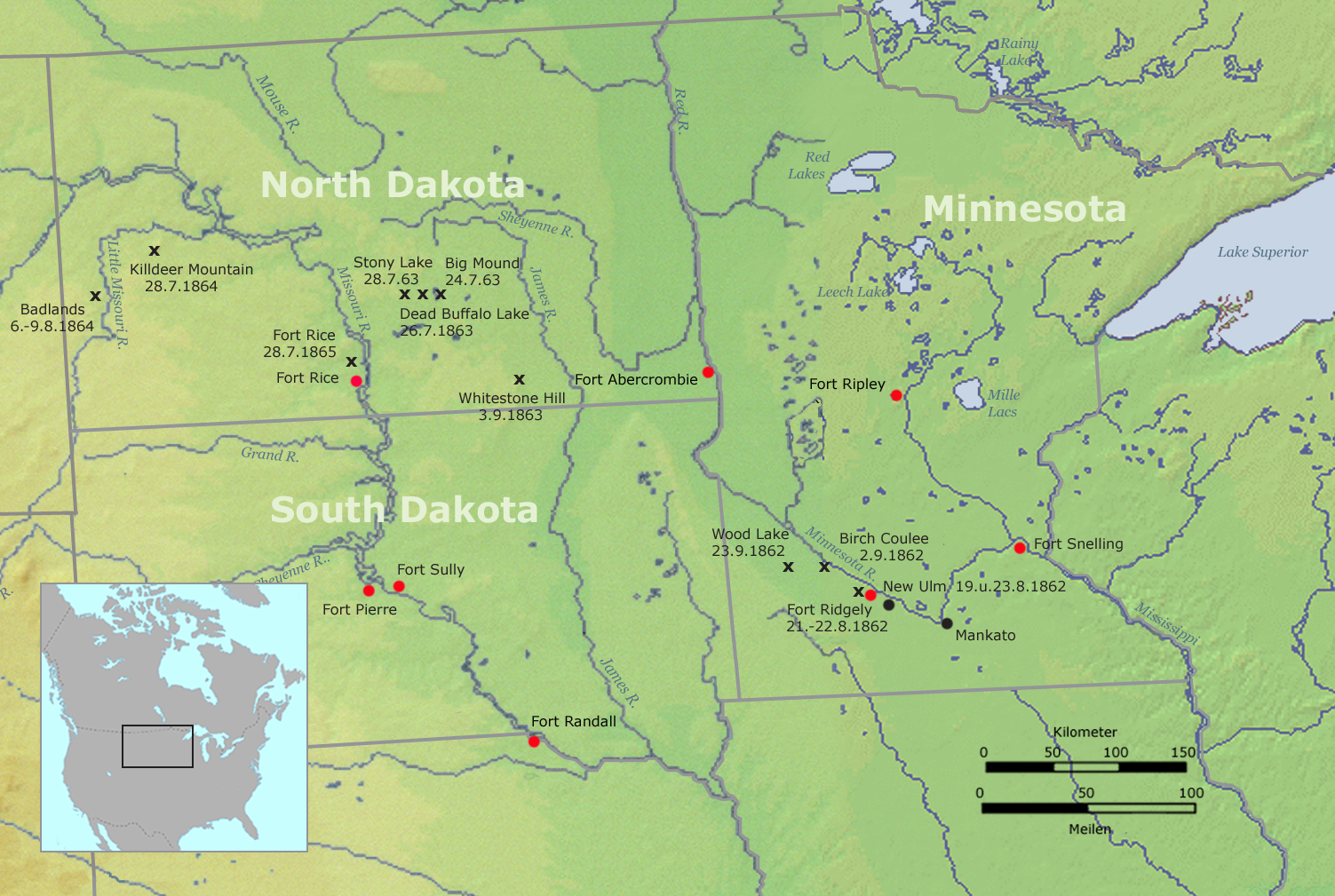
Zasięg powstania

W roku 1851 Dakotowie-Santee zostali zmuszeni do odstąpienia Amerykanom większej części swoich ziem na terytorium dzisiejszej Minnesoty i Iowy (tzw. Mendota/Traverse des Sioux Treaty). W zamian dostali wytyczony rezerwat i obietnicę wypłaty w ratach kwoty 1 665 000 dolarów, a także zapewnienie corocznej pomocy finansowej i dostaw zaopatrzenia. W następnych latach Amerykanie starali się wpoić Indianom zasady życia farmerskiego. Najważniejszą postacią Santee był wódz Mały Kruk (Ta-oya-te-duta), będący jednym z uczestników traktatu z roku 1851. Gdy w roku 1858 Minnesota została włączona do Stanów Zjednoczonych teren rezerwatu został okrojony. Od tej chwili Siuksowie stali się zależni od pieniędzy agencji biura do spraw Indian oraz towarów białych handlarzy.
W roku 1861 sytuacja Indian znacznie się pogorszyła. Nędza skłoniła ich do brania żywności na kredyt co powodowało zadłużanie się w licznych placówkach handlowych. W roku 1862 pomoc finansowa rządu ponownie się opóźniła z powodu wybuchu wojny secesyjnej. Na początku sierpnia Indianom udało się wynegocjować wydanie części produktów. Przeważnie jednak napotykali oni na niechęć białych, w tym rządowego agenta Andrew Myricka, który radził nawet Indianom aby „jedli trawę jeśli są głodni”. Co więcej, na terenie rezerwatu pojawiało się coraz więcej nielegalnych białych osadników, na co władze nie reagowały.

## Przebieg powstania

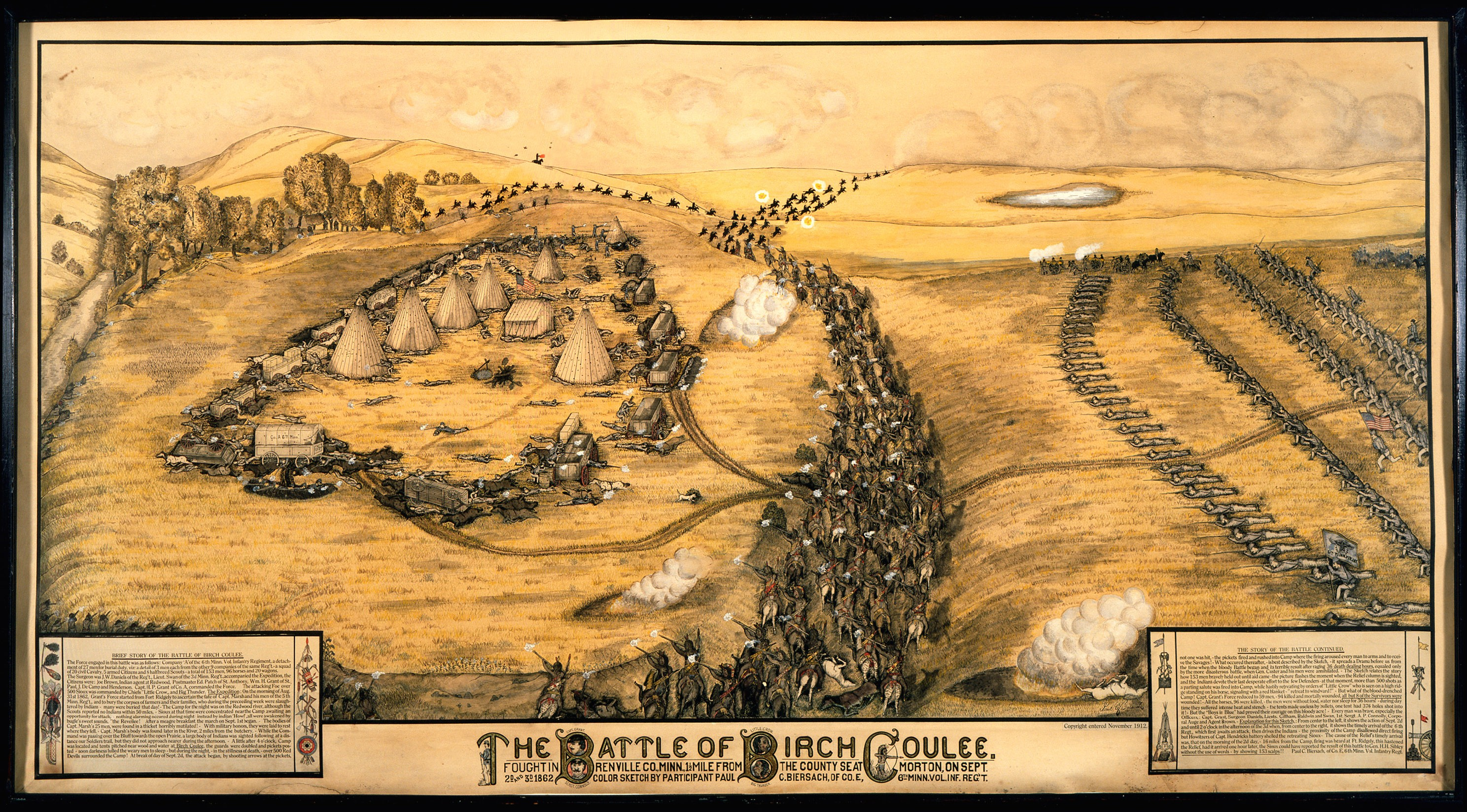
Bitwa pod Birch Coulee

Dnia 17 sierpnia czterech członków plemienia Dakotów w poszukiwaniu żywności dokonało mordu na pięciu białych osadnikach. W tym samym czasie rząd stanu Minnesota przejął należne Siuksom pieniądze, co wywołało ich wielkie niezadowolenie. Indianie podjęli decyzję o kolejnych atakach prosząc wodza Małego Kruka o przywództwo. Po początkowych oporach wódz zgodził się w końcu na prośbę swoich wojowników. W następnych dniach Siuksowie otoczyli i zaatakowali Dolną Agencję Handlową, w której zginęło 20 białych wśród nich Andrew Myrick, któremu po śmierci wypchano usta trawą. Jednostka milicji, śpiesząca z pomocą białym, starła się z Indianami w bitwie pod Redwood Ferry, tracąc dwie trzecie ze swojego liczącego 45 ludzi oddziału. W następnych dniach Siuksowie kontynuowali ataki, zabijając wielu białych osadników. Kolejny atak (19 sierpnia) na zamieszkane w przeważającej części przez niemieckich osadników miasto Nowy Ulm został odparty przez mieszkańców. W dniach 20–22 sierpnia doszło do ataku na Fort Ridgely, po czym Indianie ponownie podeszli pod Nowy Ulm. Mimo przewagi liczebnej, Siuksom nie udało się zdobyć miasta. Straty obrońców okazały się jednak na tyle poważne, że zadecydowano o ewakuacji mieszkańców w dniu 25 sierpnia. Około 2000 ludzi skierowało się do odległego o 30 mil na wschód Mankato.
We wrześniu do Minnesoty przybył z polecenia Abrahama Lincolna, generał John Pope. Pod jego rozkazami znajdował się były gubernator stanu Minnesota Henry Hastings Sibley. W trakcie sześciotygodniowej kampanii Sibley pokonał siły powstańców. Po tym jak Indianom udało się w dniu 2 września rozbić niewielki oddział majora Josepha R. Browna w Birch Coulee, w dniu 23 września doszło do decydującej bitwy nad Wood Lake. Podjęta przez Małego Kruka próba wciągnięcia żołnierzy amerykańskich w pułapkę nie powiodła się a dwugodzinna bitwa przyniosła sukces Sibleyowi. Amerykanie nie byli jednak w stanie podjąć pościgu, dzięki czemu wódz Siuksów na czele grupy wojowników zbiegł z pola walki. Większa część jego wojowników poddała się jednak Amerykanom. Po klęsce pod Wood Lake powstanie upadło.

## Skutki

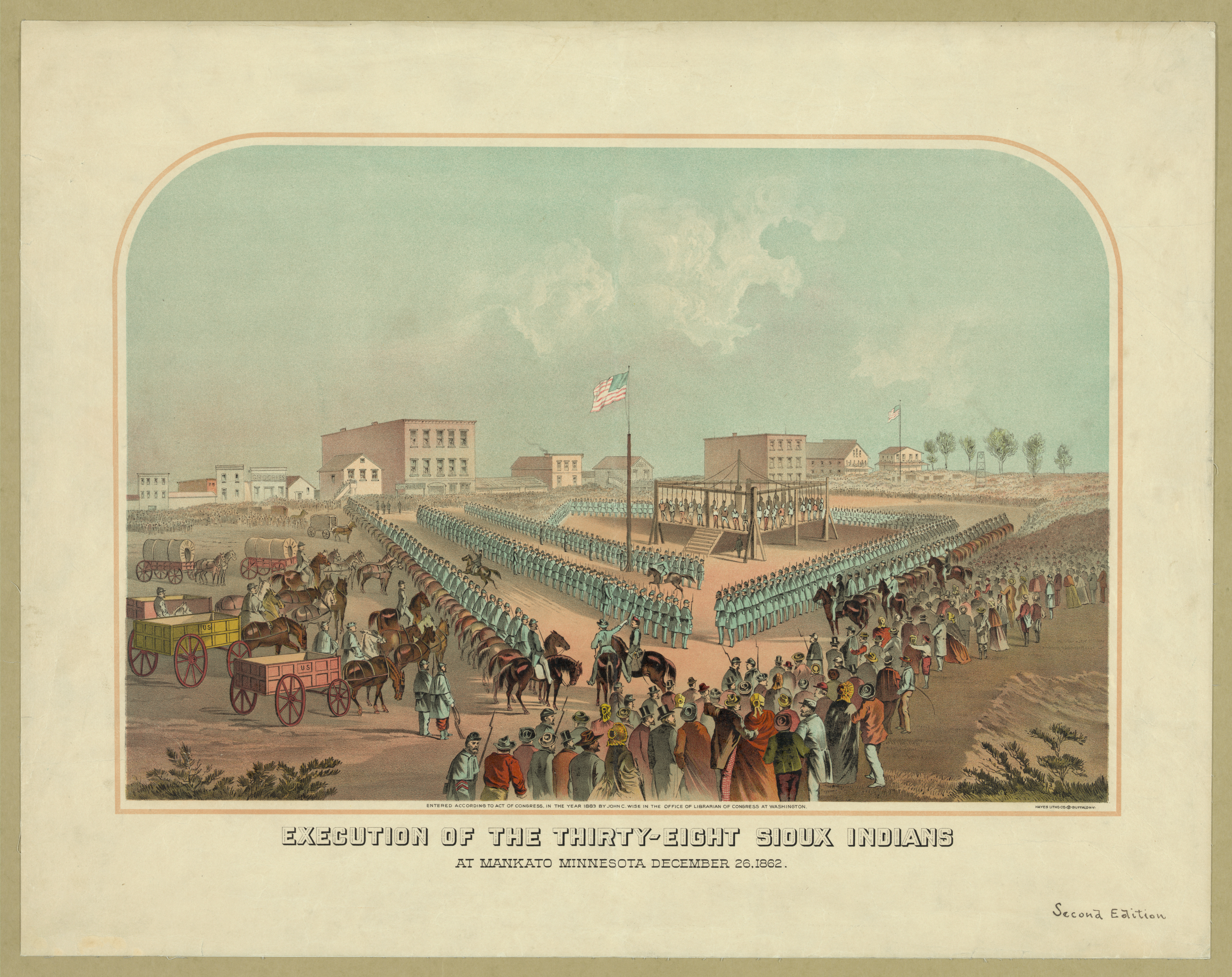
Egzekucja 38 Dakotów w Mankato

Kilka tygodni po upadku powstania, 392 Dakotów postawiono przed trybunałem wojskowym. W trwających po kilka minut procesach 303 z nich skazano na karę śmierci za dokonane mordy i gwałty na osadnikach. Wyroki wywołały liczne protesty, o łaskę dla Indian u Lincolna prosił m.in. biskup Henry Benjamin Whipple. W konsekwencji Lincoln zgodził się na zamianę większej części wyroków śmierci na więzienie. Zatwierdził jedynie wyroki na tych powstańcach, którym faktycznie udowodniono najcięższe zbrodnie (38 zostało straconych 26 grudnia). W tym samym czasie Mały Kruk i jego zwolennicy przedostali się na prerię do innej grupy Siuksów, przyjmując mobilny sposób życia Indian z prerii. Wódz dał się we znaki osadnikom, podejmując próby kradzieży koni, 3 lipca 1863 roku został jednak zastrzelony przez jednego z farmerów. Dwaj pozostali wodzowie, Shakopee i Medicine Bottle, zbiegli do Kanady, gdzie zostali schwytani i po przewiezieniu przez granicę powieszeni. W wyniku powstania rząd amerykański anulował wszelkie umowy dotyczące rezerwatu Dakotów. Plemiona Siuksów, także te sprzyjające białym, wypędzono z Minnesoty. Powstanie Santee Dakota było pierwszym zbrojnym konfliktem pomiędzy Dakotami a Stanami Zjednoczonymi. Krwawe starcia kontynuowały w kolejnych latach, aż do masakry nad Wounded Knee w 1890 roku.